# Polyura athamas
Polyura athamas (Drury, [1773]) è un lepidottero diurno appartenente alla famiglia Nymphalidae, diffuso nell'Asia tropicale.
È presente nell'Himalaya dal Kashmir al Sikkim, nelle colline dell'India centrale e nei Ghati orientali, nei Ghati occidentali e nell'India meridionale, nello Sri Lanka, nell'Assam, nel Distretto di Cachar e, attraverso il Myanmar, la Cambogia e le colline del Tenasserim, fino all'Indonesia. Nell'agosto 2016 un esemplare è stato avvistato e catturato a Palawan, nelle Filippine.

## Descrizione
Polyura athamas è una farfalla con un'apertura alare di 64-85 mm; ha bordi esterni concavi sulle ali anteriori e due code corte sulle ali posteriori.
Le ali sono marroni con un'ampia striscia gialla che lascia un ampio bordo marrone attorno alla base, al bordo costale e al bordo esterno della base delle ali anteriori, al bordo interno e al bordo esterno delle ali posteriori.

## Biologia

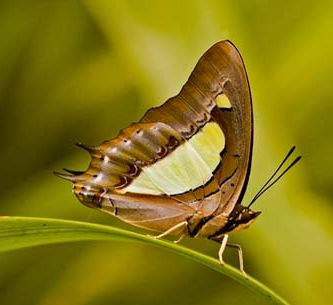
Polyura athamas

Le uova vengono deposte su varie specie di piante Fabaceae. Queste includono Acacie come A. caesia, A. catechu (black cutch) e A. farnesiana (needle bush), Adenanthera pavonina, specie di Albizia come A. chinensis, A. corniculata, A. julibrissin (albero del nemu) e A. lebbeck (siris o lebbeck), specie di Caesalpinia come C. bonduc, C. major e C. regia, Delonix regia (gulmohar), specie di Grewia, Leucaena leucocephala (pioppo bianco), Peltophorum pterocarpum (copperpod), Pithecellobium clypearia e Pithecellobium dulce (monkeypod).